# Rhinocricus duvernoyi
Rhinocricus duvernoyi är en mångfotingart som först beskrevs av Karsch 1881.  Rhinocricus duvernoyi ingår i släktet Rhinocricus och familjen Rhinocricidae. Inga underarter finns listade i Catalogue of Life.